# Funcionamiento
Funcionamiento es el álbum debut del cantante argentino Manuel Wirzt. Fue publicado por el sello independiente This&Co y distribuido por DBN en 1987.
Sobresalen en el álbum las canciones "No me exprimas", "Sin cortos", "Casi siempre" y "Lluevo", esta última con la participación de Patricia Sosa.

## Historia
A mediados de 1987, Manuel Wirzt comienza la grabación de su primer álbum, titulado "Funcionamiento". El material sería publicado por sello independiente This&Co, con distribución de DBN.
El álbum contó con la producción ejecutiva de Alberto Lucas y de Norma Parolín, y con Juan «Pollo» Raffo en los teclados.
Apenas finalizada la grabación del disco viaja por Europa y América Latina presentando desfiles de una marca de ropa. En la ciudad de Kiev toma un curso de clown y regresa a Buenos Aires para comenzar con la presentación de su primer disco.
En febrero de 1988 y luego de una excelente performance, es consagrado Artista Revelación del Festival Chateau Rock en la ciudad de Córdoba. Vuelve a presentarse en todo el circuito de pubs porteños acompañado por su hermano Daniel "Tuerto" Wirzt y el bajista Fabián Llonch (Graffitti, Certamente Roma).
Una de las canciones más difundidas de ese disco debut fue "No me exprimas", emparentada con crooners anglo del estilo de Robert Palmer y su Power Station. "Bueno, ahora que lo decís, yo saqué mi segundo disco, 'Mala información', al año siguiente de «Heavy Nova» [de Palmer]", comentó Wirzt en 2014, en declaraciones al diario La Nación.
A mediados de 1988, Wirzt sale nuevamente de gira por Europa y la Unión Soviética, esta vez como artista invitado de La Torre, el grupo liderado por Patricia Sosa y Oscar Mediavilla. Juntos ofrecen veintiocho shows en un mes, convocando a más de 300.000 espectadores.

## Lista de canciones
| N.º | Título                   | Duración |
| --- | ------------------------ | -------- |
| A1. | Como Funcionan Las Cosas | 3.27     |
| A2. | Sin Cortos               | 4.14     |
| A3. | Casi Siempre             | 3.38     |
| A4. | Conflicto Existencial    | 3.30     |
| A5. | Vía Exilio               | 3.47     |
| B1  | No Me Exprimas           | 4.41     |
| B2. | Lluevo                   | 4.14     |
| B3. | Anestesia                | 3.28     |
| B4. | Oso Rojo                 | 4.25     |
| B5. | Semilla En La Nada       | 1.55     |